# روبرت هوبكينز ميلر
روبرت هوبكينز ميلر (بالإنجليزية: Robert Hopkins Miller)‏ هو دبلوماسي أمريكي، ولد في 8 سبتمبر 1927 في بورت أنجلوس في الولايات المتحدة، وتوفي في 11 سبتمبر 2017.

## وصلات خارجية
- روبرت هوبكينز ميلر على موقع إن إن دي بي (الإنجليزية)